# Литомержице (окръг)
Окръг Литомержице (на чешки: Okres Litoměřice) се намира в Устецки край, Чехия. Площта му е 1032,16 km2, а населението му – 117 582 души (2022). Административен център е едноименният град Литомержице. В окръга има 105 населени места, от които 11 града и 2 места без право на самоуправление. Код по LAU-1 – CZ0423.

## География
Разположен е в североизточната част на края. Граничи с окръзите Теплице, Усти над Лабе, Дечин и Лоуни на Устецкия край; Мелник и Кладно на Средночешкия край.

## Градове и население
По данни за 2009 г.:
| Град                 | Население |
| -------------------- | --------- |
| Литомержице          | 25 325    |
| Роуднице над Лабе    | 13 602    |
| Щети                 | 9718      |
| Ловосице             | 9149      |
| Либоховице           | 3696      |
| Терезин              | 3122      |
| Ущек                 | 2985      |
| Бохушовице над Охржи | 2622      |
| Будине над Охржи     | 2132      |
| Тршебенице           | 1872      |
| Хощка                | 1642      |

| Общо            | Жени             | Мъже             |
| --------------- | ---------------- | ---------------- |
| 121 898 (100 %) | 60 910 (49,97 %) | 60 988 (50,03 %) |

## Образование
По данни от 2003 г.:
| Вид училище                         | Брой училища |
| ----------------------------------- | ------------ |
| Детски градини                      | 64           |
| Начални училища                     | 49           |
| Гимназии                            | 4            |
| Средни училища и промишлени училища | 12           |
| Средни професионални училища        | 8            |
| Висши професионални училища         | 3            |

## Здравеопазване
По данни от 2010 г.:
| Лекари                                      | 403 |
| Болници                                     | 2   |
| Специализирани заведения за лечение и отдих | 4   |
| Зъболекари                                  | 47  |
| Аптеки                                      | 32  |

## Транспорт
През окръга преминава част от магистрала D8, както и първокласните пътища (пътища от клас I) I/8, I/15 и I/30. Пътища от клас II в окръга са II/118, II/237, II/240, II/246, II/247, II/260, II/261, II/269 и II/608.

## Реки
- Елба
- Охрже